# Gens Arria
La gens Arria fue una familia de plebeyos de la Antigua Roma, la cual aparece en el primer siglo a. C., y se hizo bastante grande en tiempo imperial. El primero de la gens que consiguió destacar fue Quintus Arrius, pretor en 72 a. C.

## Praenomina
Durante la República, se sabe que los Arrii utilizaron los praenomina Quintus, Gaius, y Marcus.

## Ramas y cognomina
Ninguno de los Arrii durante la República llevaron ningún cognomen. En tiempo imperial, encontramos los apellidos Gallus, Varus, y Aper.